# لاقحة تنويمية
اللاقحة التنويمية (بالإنجليزية: hypnozygote)‏ هو كيس استرخائي ينتج عن الاندماج الجنسي؛ وعادة ما يتمتع بسماكة الجدران. وهو مرادف للكيس اللاقحي.